# Hermann Röchling
Hermann Röchling (1872 - 1955) était un industriel sarrois du XXe siècle. Wehrwirtschaftsführer, il fut un membre influent du NSDAP.

## Biographie
Hermann Röchling naît le 12 novembre 1872 à Völklingen. En 1891, Röchling passe sa Reifeprüfung au lycée de Sarrebruck. Il étudie ensuite le droit à l'Université Ruprecht-Karl. En 1898, Röchling succède à son père à la tête de la Völklinger Hütte. Avant 1914, il fabrique notamment les infrastructures et les superstructures métalliques nécessaires à l'armement dans les forts de Metz sur la Moselstellung (position de la Moselle). Après avoir participé à l’effort de guerre entre 1914 et 1918, Hermann Röchling s'attaque à la reconstruction de l'industrie sarroise. Il est membre du Landesrat de la Sarre de 1922 à 1935, représentant le Parti populaire libéral.
Le 21 juillet 1933, Röchling appuie le rattachement de la Sarre à l'Allemagne hitlérienne et rejoint le NSDAP en 1935. En 1935, il devient membre du Conseil consultatif pour l'armement du ministère de la défense, et participe à de nombreuses commissions sur le sujet. Wehrwirtschaftsführer (chef de l'économie de défense), il dirige le « District Sud-Ouest du groupement économique de l'industrie sidérurgique ». En 1936, il devient membre de la Kaiser-Wilhelm-Gesellschaft zur Förderung der Wissenschaften (une société encourageant le développement des sciences) et de l'Académie de Munich. À cette époque, il rédige différents mémoires, dont ses « Réflexions sur la préparation à la guerre et sa conduite », dans lequel il exhorte le chancelier Hitler à la guerre contre l'Union soviétique.
Entre juillet 1940 et juin 1942, Hermann Röchling est nommé superviseur plénipotentiaire de la sidérurgie en Lorraine, et travaille en relation avec Friedrich Flick. Le 12 novembre 1942, Röchling reçoit la Adlerschild des Deutschen Reiches, une distinction récompensant des personnalités civiles du IIIe Reich. Röchling était en relation étroite avec Hitler, dont il avait la confiance et avec qui il dîne le 18 mai 1942. En septembre 1944, au cours de la bataille de Metz, le maître des forges, qui avait supervisé l’installation des pièces d’artillerie neuves dans les forts de Metz avant 1918, est réquisitionné avec ses ingénieurs et ses plans, pour réinstaller les pièces d’artillerie dans leurs tourelles d'origine. Ses efforts retarderont l'avancée des troupes Alliées en Lorraine et dans la Sarre.
Après la Seconde Guerre mondiale, Röchling est arrêté en novembre 1946 et extradé vers la France en mai 1947. Il est maintenu en détention avec son neveu Ernst Röchling, son gendre Hans-Lothar von Gemmingen-Hornberg et les dirigeants Albert Maier et Wilhelm Rodenhauser. L'accusation du tribunal militaire international de Rastatt porte sur l'exploitation industrielle des territoires occupés, dont la Moselle, et sur l'exploitation de travailleurs forcés, venus notamment de l'Est.
Le 25 janvier 1949, il est jugé pour crimes contre l'humanité par un tribunal militaire français à Rastatt et condamné à dix ans d'emprisonnement. Le 18 août 1951, Röchling est libéré, avec l'interdiction de rentrer en Sarre. L'Usine sidérurgique de Völklingen est placée sous séquestre par l’État français. En 1952, Röchling reçoit pourtant la Werner-von-Siemens-Ring, l'une des plus hautes distinctions allemandes, décernée dans le domaine des sciences techniques. Hermann Röchling décède le 24 août 1955 à Mannheim, sans être retourné en Sarre.
Après le retour du territoire sarrois à la République fédérale d'Allemagne, la Völklinger Hütte sera dirigée par le neveu d'Hermann, Ernst Röchling.

## Archives
- Inventaire du fonds d'archives Paul-Julien Doll conservé à La contemporaine portant sur l'accusation du tribunal militaire international de Rastatt concernant l'exploitation industrielle des territoires occupés par Röchling.